# Actinodaphne
Actinodaphne é um género botânico pertencente à família Lauraceae.

## Sinonímia
- Parasassafras  D.G.Long

## Principais espécies
| - Actinodaphne cupularis - Actinodaphne forrestii - Actinodaphne glaucina - Actinodaphne henryi - Actinodaphne kweichowensis - Actinodaphne lecomtei - Actinodaphne magniflora - Actinodaphne mushanensis | - Actinodaphne obovata - Actinodaphne obscurinervia - Actinodaphne omeiensis - Actinodaphne paotingensis - Actinodaphne pilosa - Actinodaphne trichocarpa - Actinodaphne tsaii |